# Yoram Ben-Zeev
Yoram Ben-Zeev (hebräisch יורם בן-זאב; * 20. Juli 1944) ist ein israelischer Diplomat. Er war von Ende 2007 bis Ende 2011 Botschafter Israels in der Bundesrepublik Deutschland.
Nach seinem Militärdienst von 1962 bis 1966 studierte Ben-Zeev Politik an der Universität Jerusalem mit Abschluss BA 1970 und MA 1972. Im Sechstagekrieg 1967 wurde er verwundet. Im diplomatischen Dienst war er anschließend in Hongkong, Manila und Los Angeles eingesetzt.
Von 1983 bis 1993 war er außenpolitischer Berater von Chaim Herzog, danach wurde er von Premierminister Jitzchak Rabin zum Koordinator des Friedensprozesses mit den Palästinensern ernannt. In dieser Funktion arbeitete er u. a. auch für Ariel Scharon und Ehud Barak. Er war beim Gipfeltreffen Camp David II im Jahr 2000 anwesend. Vor Übernahme des Botschafterpostens in Berlin am 12. Dezember 2007 war er zuständig für Nordamerika-Beziehungen im israelischen Außenministerium. Zum Jahresende 2011 kehrte Ben-Zeev nach Israel zurück. Nach kurzer Vakanz trat im Januar 2012 Yakov Hadas-Handelsman den Botschafterposten an.
Ben-Zeev spricht mehrere Sprachen, ist verheiratet und hat drei erwachsene Kinder. Deutsch lernte er erst in Berlin.